# Bani Bani
Bani Bani is een bestuurslaag in het regentschap Belu van de provincie Oost-Nusa Tenggara, Indonesië. Bani Bani telt 784 inwoners (volkstelling 2010).